# Feliks Jan Gebethner

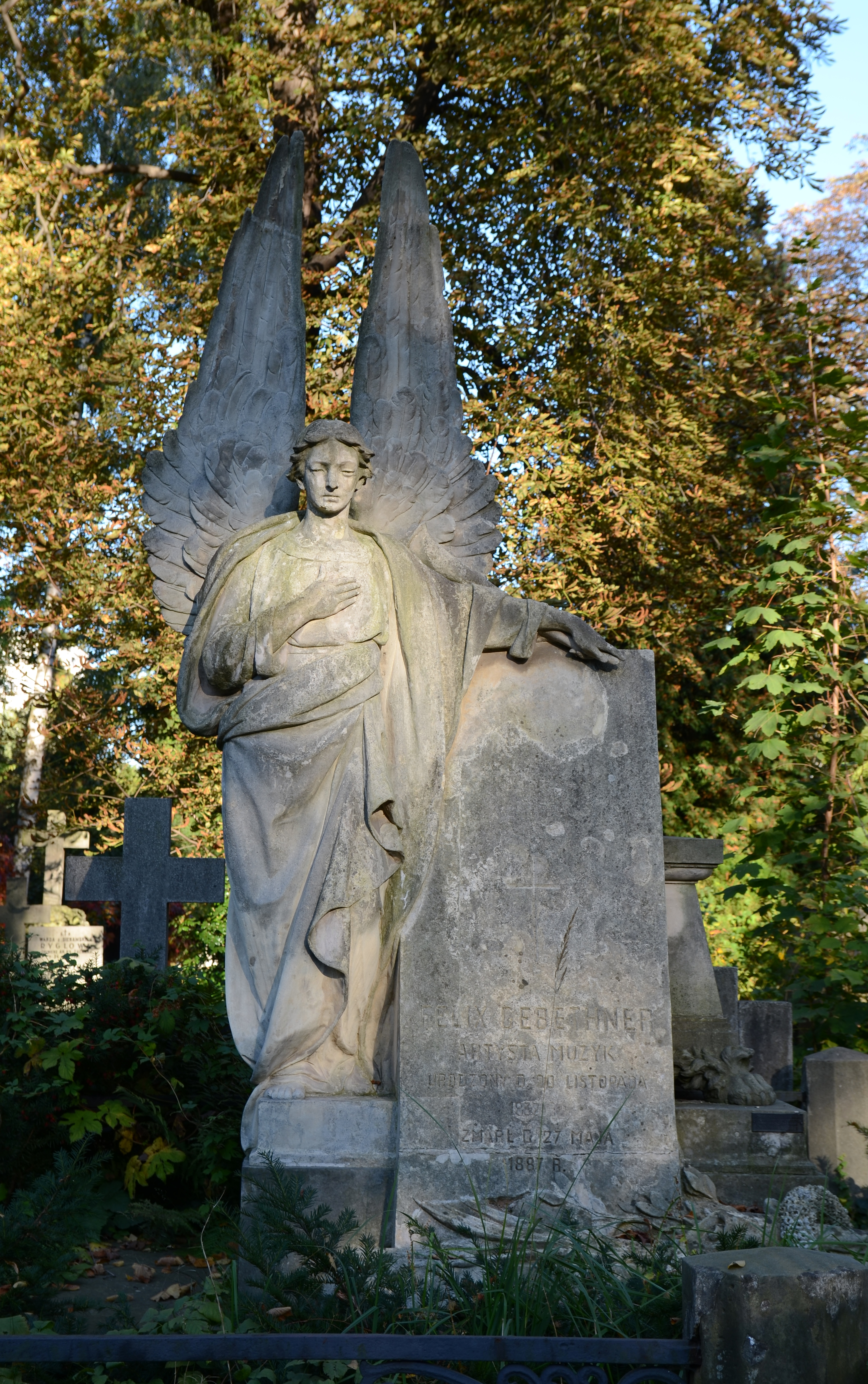
Grób Feliksa Gebethnera

Feliks Jan Gebethner (ur. 21 listopada 1832 w Warszawie, zm. 27 maja 1887 tamże) – kupiec, kolekcjoner i artysta muzyk.

## Życiorys
Syn Wilhelma Gebethnera (1801–1872) i Julianny z Ritzów (zm. 1860), brat Gustawa Adolfa. Ukończył gimnazjum realne, następnie uczył się muzyki u Augusta Freyera. Pracował początkowo jako nauczyciel, w 1875 otworzył skład fortepianów pod firmą „Gebethner i Wolff”.
Udzielał się w Warszawskim Towarzystwie Muzycznym i w Towarzystwie Śpiewaczym „Lutnia”. Działał też w Towarzystwie Zachęty Sztuk Pięknych, któremu zapisał większą część swej kolekcji gromadzącej dzieła polskich malarzy oraz okazy porcelany; pozostałe zbiory otrzymało warszawskie Muzeum Przemysłu i Rolnictwa.
Pochowany na Cmentarzu ewangelicko-augsburskim w Warszawie (rząd 19 miejsce 10).